# コトブキギク
コトブキギク Tridax procumbens はキク科の植物の1つ。地上を這い、長い花茎を立て、先端に花弁が4枚ほど目立つ花をつける。

## 特徴
地面を這う多年草。茎は分枝して地表を這って広がり、長さ80cmに達する。全体に粗い毛が多い。葉は対生で、三角状の卵形をしており、長さ2.5-5cm。葉の縁には粗い鋸歯があるが、その大きさは基部側が最も大きくて、先に向かって小さくなり、先端は三角状に尖る。基部はくさび状に狭まって葉柄に移行する。葉の両面と葉柄にも毛が多くある。
花期は6-7月で、花柄は直立して長さ5-30cmに達し、その先端に頭花を1つだけつける。頭花は上を向いて咲き、径1.5-2cm。総苞片はやや鐘形をしており、総苞片は長さ5mmで粗い毛が生えており、紫色を帯びる。頭花の周囲には舌状花があるが、その数は4つあるいは5つ、色はクリーム色がかった白で先端3つに裂けている。筒状花は黄色。痩果は円筒形で長さ2mm、表面には絹のような毛が密生している。また羽毛状の冠毛があり、長さ5-6mm。

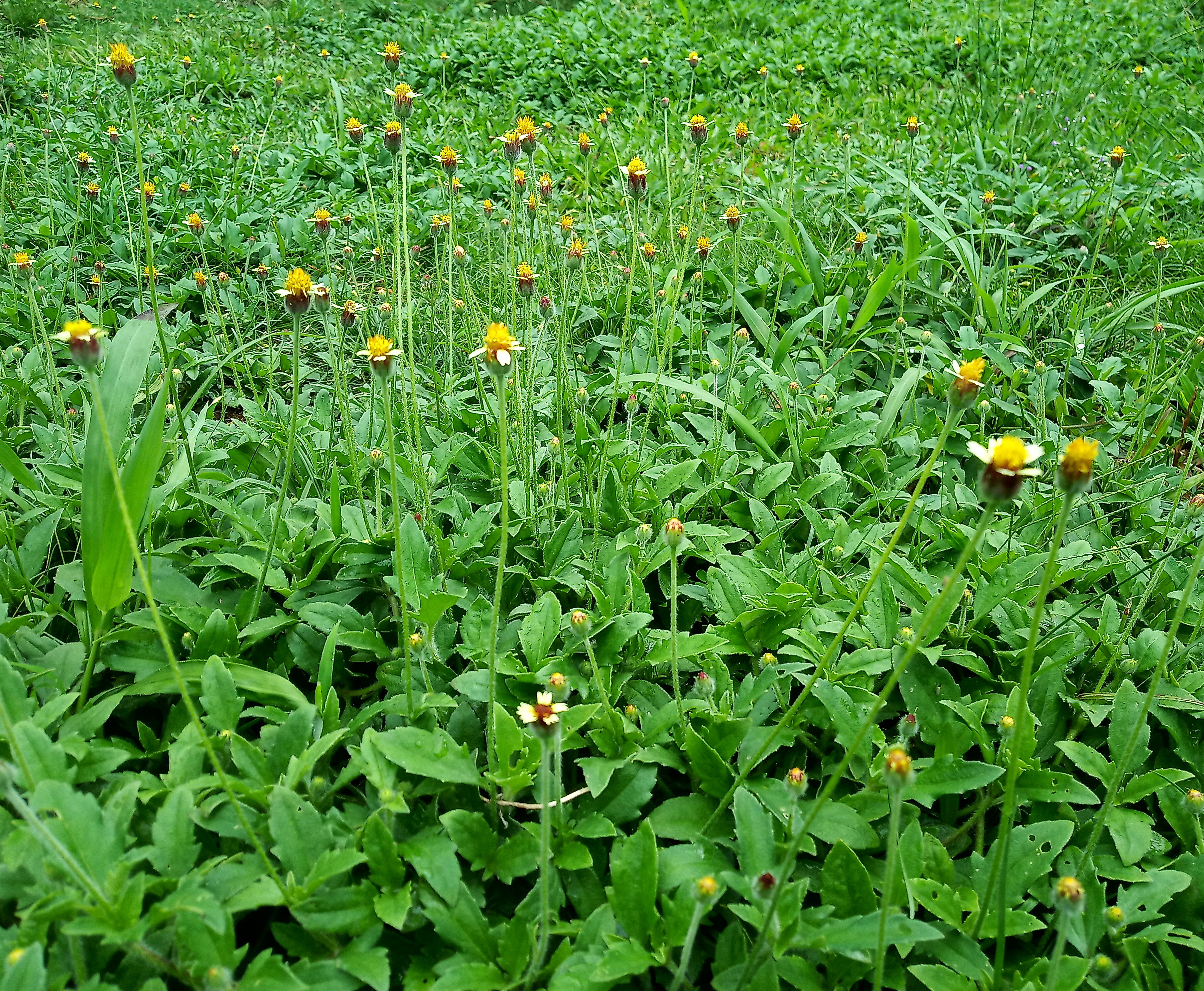
地表を這う集団を作る
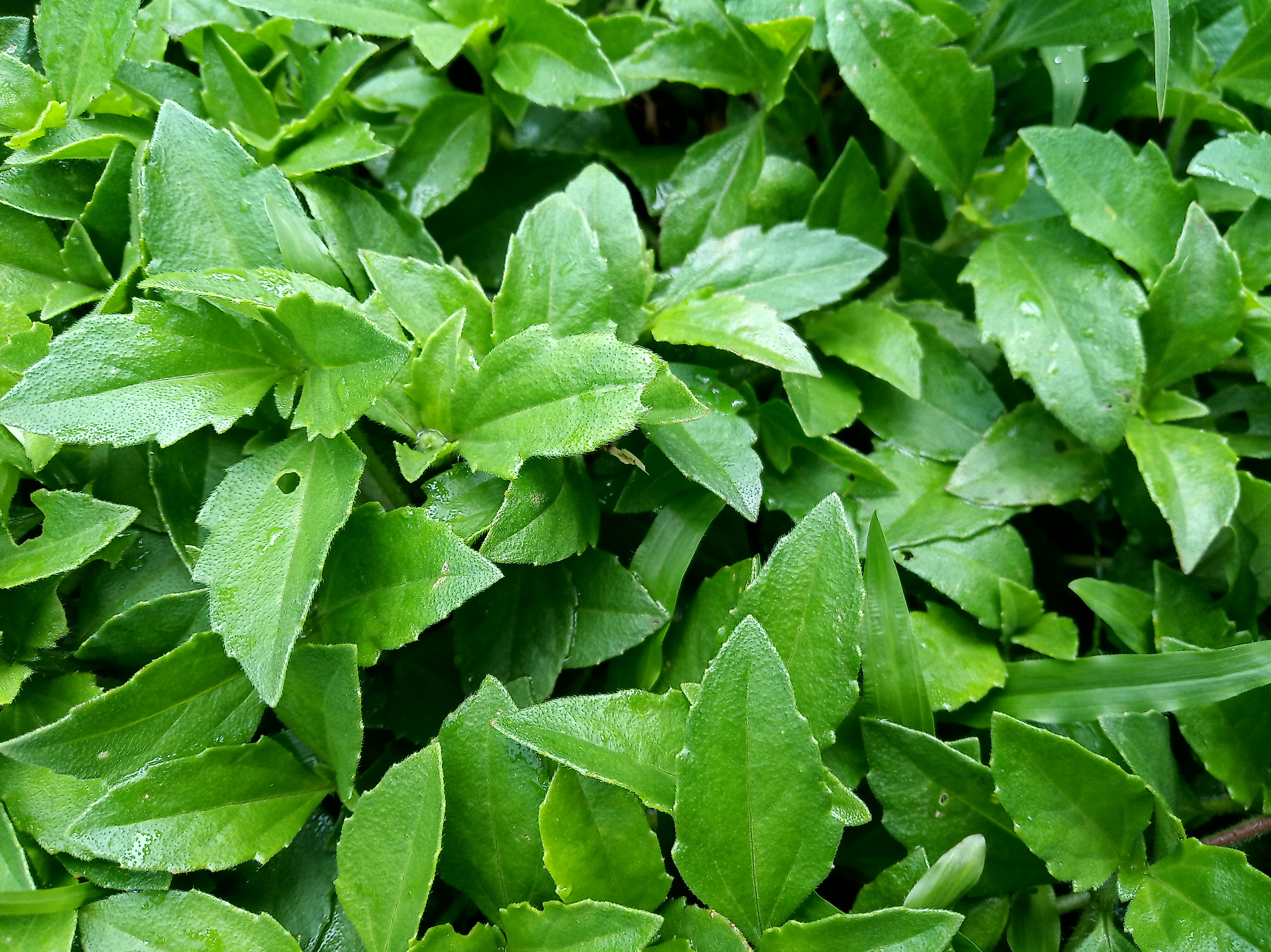
地上の茎と葉
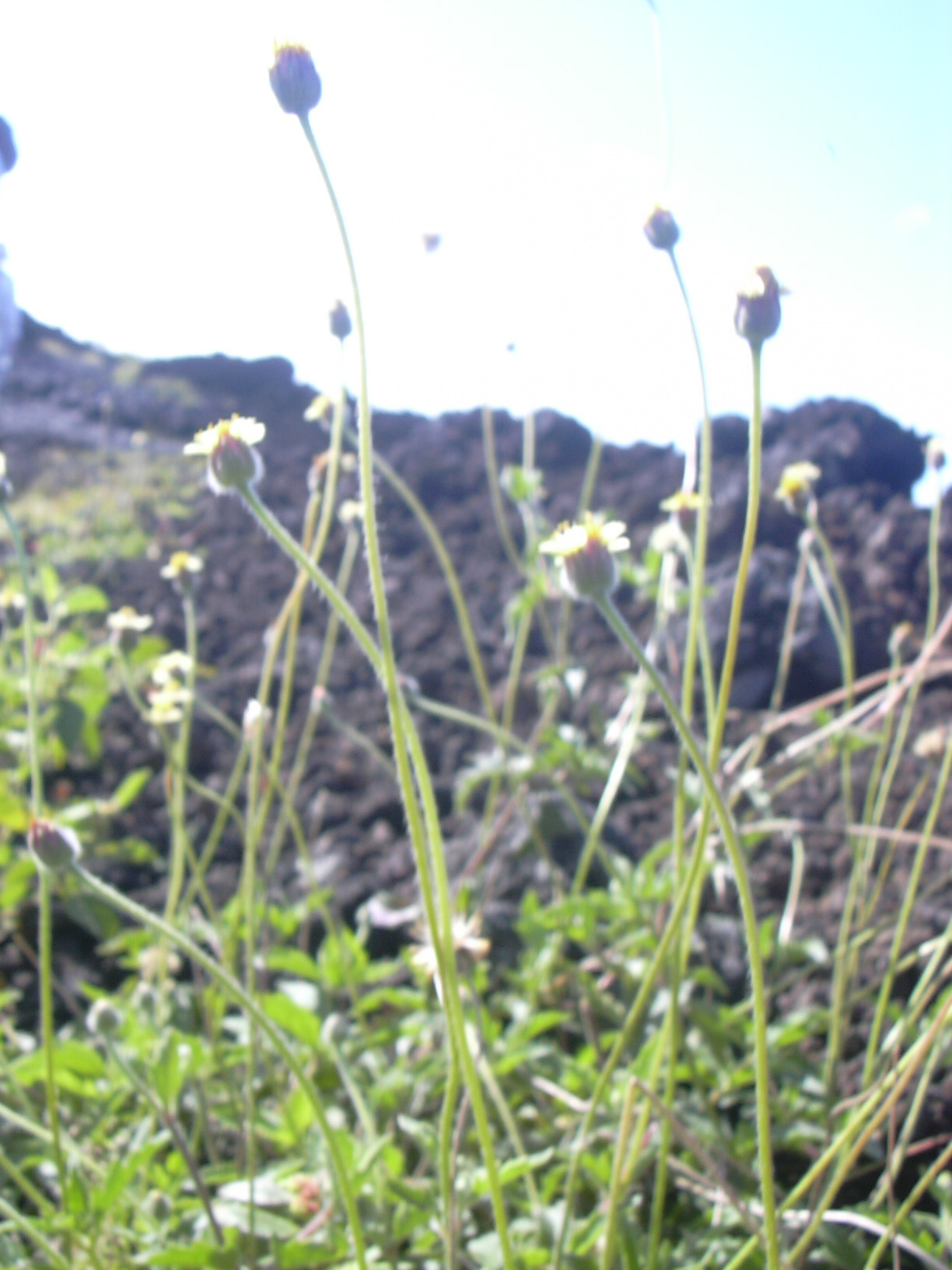
花茎は立ち上がる
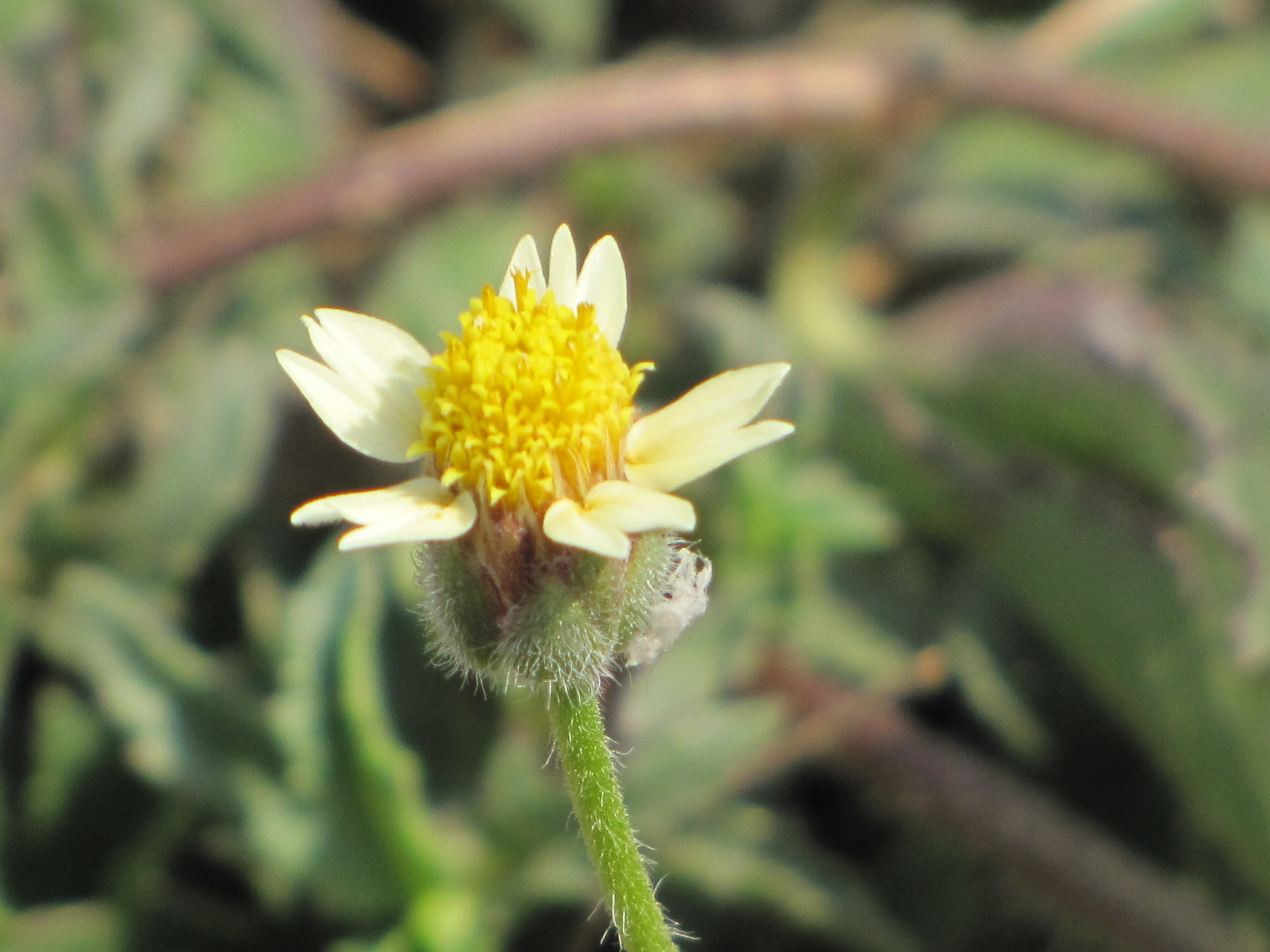
頭花
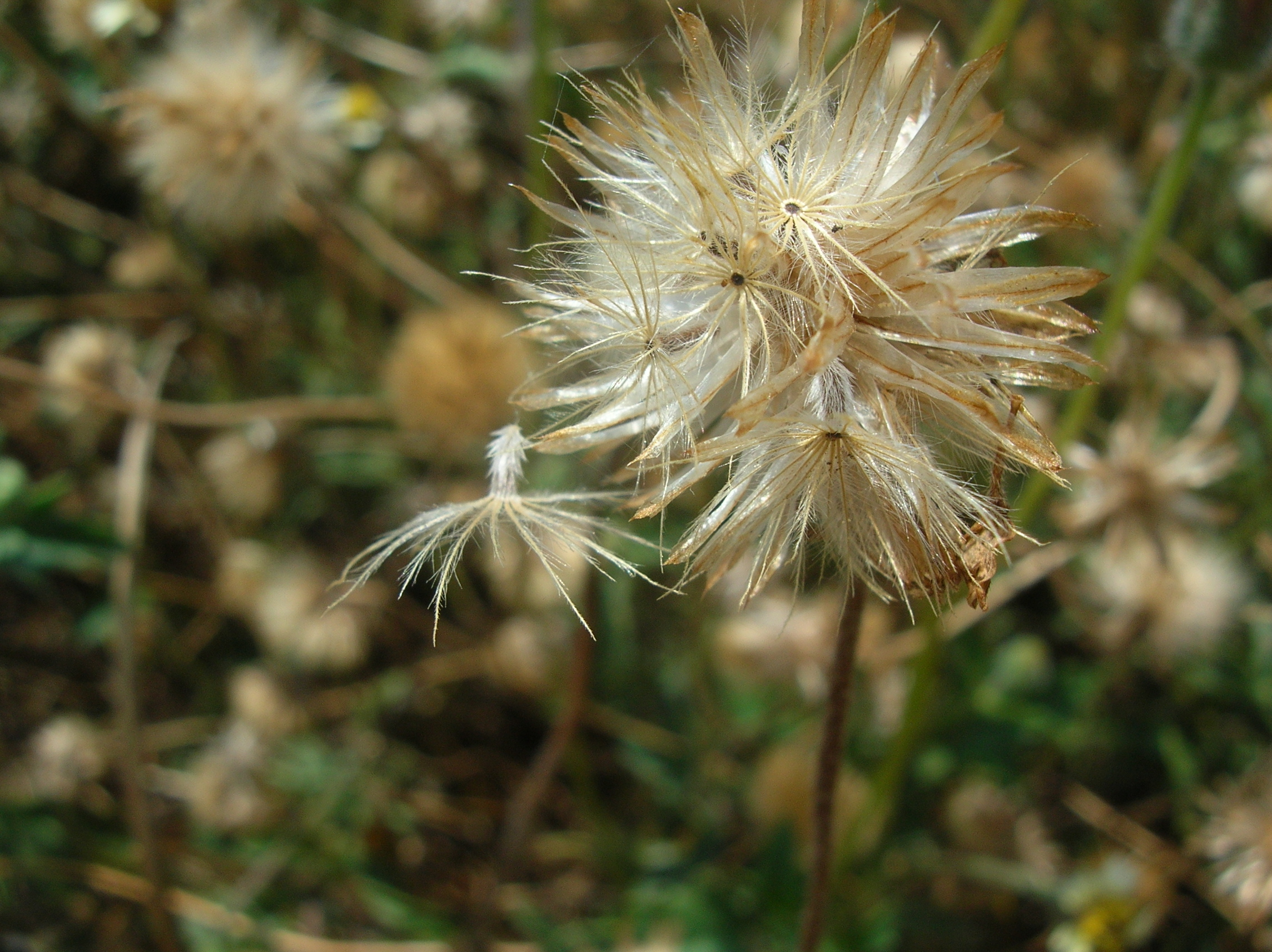
種子の綿毛

## 分布
熱帯アメリカが原産であるが、世界の熱帯域から亜熱帯にかけて広く帰化している。
日本では本州太平洋岸から沖縄、小笠原諸島に帰化している。中でも沖縄への移入が早くて1958年に発見されており、三重県四日市港で1979年、横浜市では1987年に発見があった。

## 分類
コトブキギク属は約30種が新世界熱帯域に分布し、本種のみが全世界の熱帯域に広がっている。もちろん日本では本種のみが見られる。